# 圣达尼老堂 (芝加哥)
圣达尼老堂（英语：St. Stanislaus Kostka Church，波兰语：Kościół Świętego Stanisława Kostki）是一座罗马天主教教堂，位于美国芝加哥西区西Evergreen 大街1351号，即与Noble街东南转角。该堂是芝加哥第一座波兰教堂，创建于1867年。目前的教堂建于1871-1881年，建筑师帕特里克·查尔斯·基利。文艺复兴风格。令人回想16世纪波兰-立陶宛联邦的荣耀。
该堂为典型的“波兰主教座堂风格”，这类宏伟的宗教建筑还有天神之后堂、圣海德薇堂、圣雅钦多圣殿，是肯尼迪高速公路沿线众多的波兰教堂之一。
1908年，该堂曾是全美国最大的堂区之一，教友人数超过35,000人。长61米，宽24米，有1500个座位。